# Kąpielisko w Pokrzywnej
Kąpielisko w Pokrzywnej – kąpielisko utworzone nad rzeką Złoty Potok (dopływ rzeki Prudnik) we wsi Pokrzywna koło Prudnika, w Górach Opawskich.

## Historia

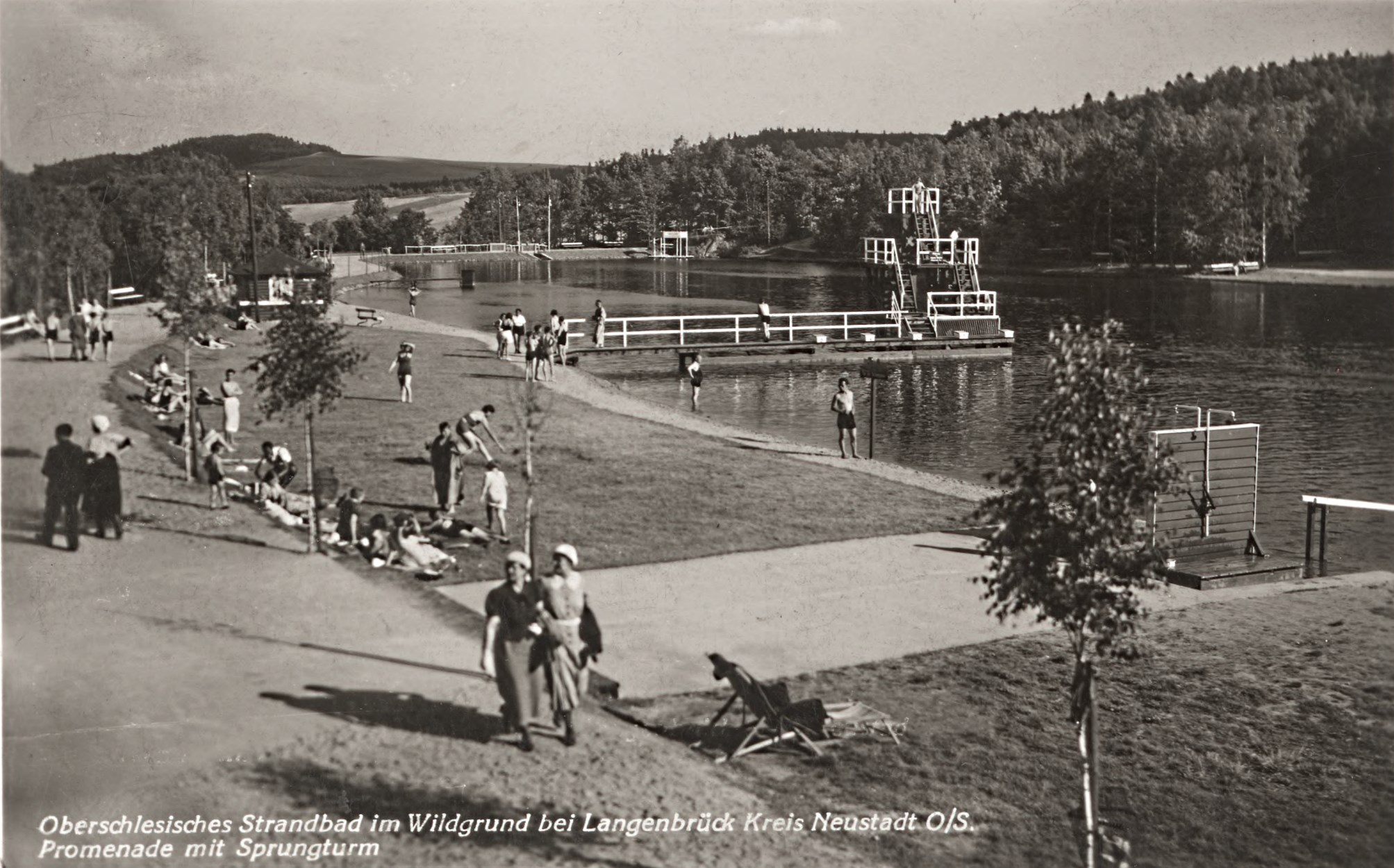
Kąpielisko w Pokrzywnej w latach 30. XX wieku

Z inicjatywy starostwa Prudnika, w latach 1930–1932 w miejscu dawnego młyna w Pokrzywnej powstał zalew na Złotym Potoku o powierzchni ponad 1 ha oraz pojemności ok. 20 tys. m³, pełniący funkcje rekreacyjne oraz przeciwpowodziowe. Dzięki budowie zbiornika powstało atrakcyjne, położone w lesie kąpielisko z zapleczem gastronomicznym i noclegowym.

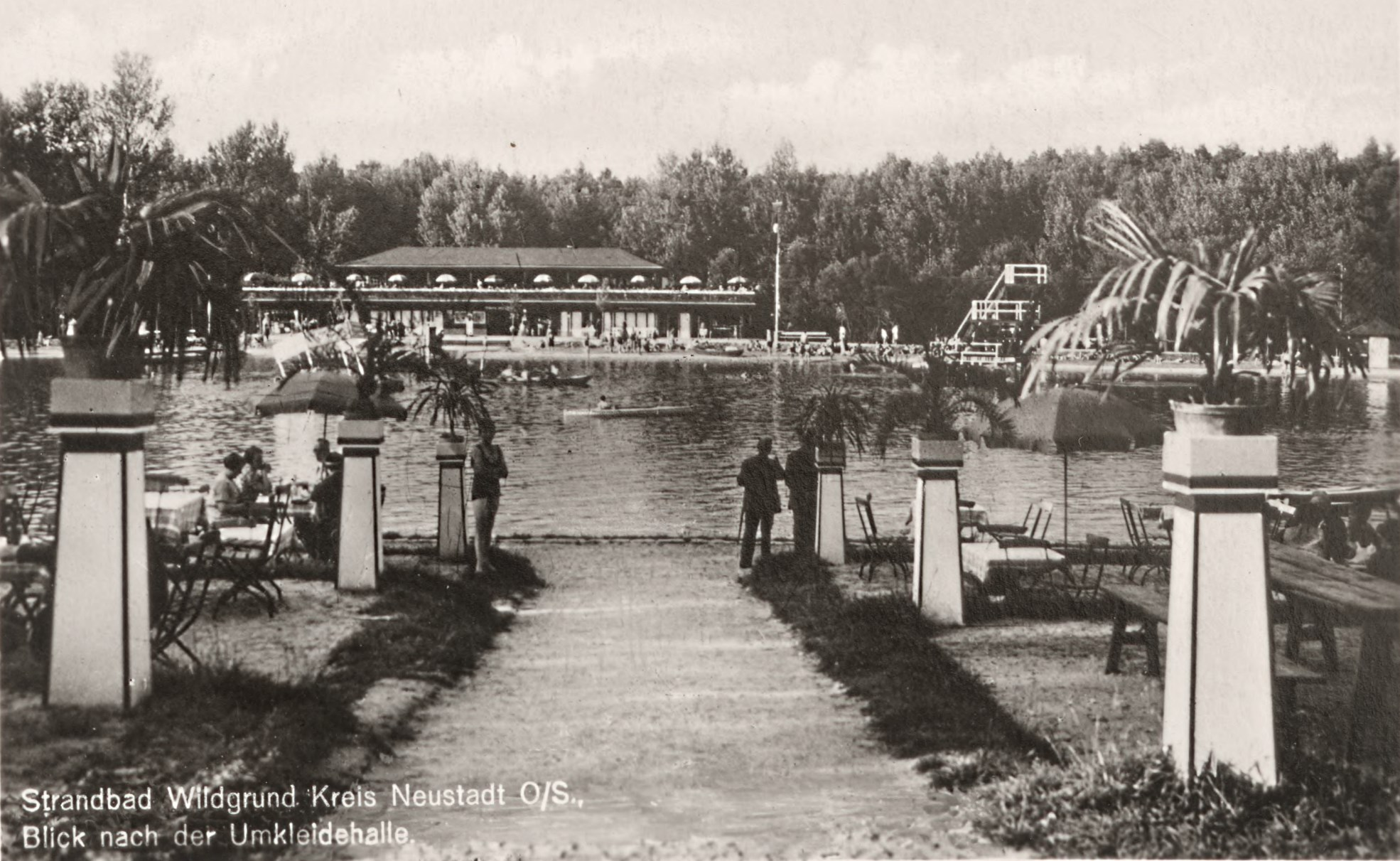
Kąpielisko w Pokrzywnej w latach 30. XX wieku

Przy kąpielisku powstał budynek z bufetami, restauracją, parkietem do tańca i przebieralniami. Działała wypożyczalnia łodzi i kajaków. Każdy 10-tysięczny plażowicz na kąpielisku otrzymywał zegarek. W sezonie letnim zdarzało się to co niedzielę.
Po 1945 kąpielisko w Pokrzywnej pełniło rolę zaplecza turystycznego i wypoczynkowego dla zakładów przemysłowych na Śląsku. Wypoczynkowe domy posiadało tu wiele kopalń Górnego Śląska. Swój ośrodek kolonijny miało tu ZPB „Frotex” w Prudniku. Oprócz wypoczynku nad wodą, kąpielisko oferowało wczasowiczom ogniska, zabawy i potańcówki. Zbudowano most, który przeciął zbiornik wpół.

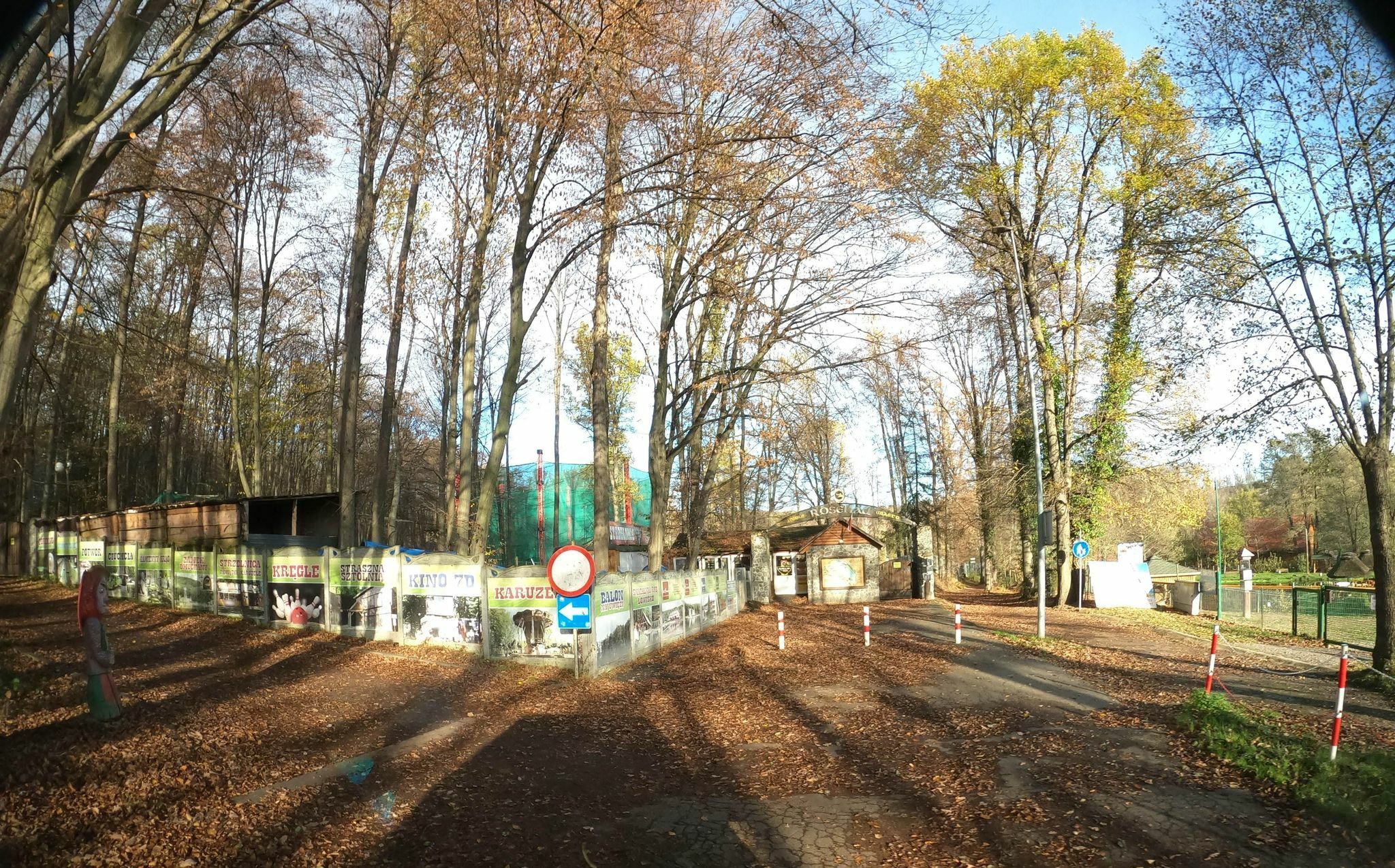
Interaktywny Park Rozrywki i Edukacji „Zaginione Miasto Rosenau”

W 2014 na bazie kąpieliska powstał Interaktywny Park Rozrywki i Edukacji „Zaginione Miasto Rosenau”, otwarty 19 lipca 2014. Park rozrywki zajmuje obszar 12 hektarów, a jego głównym tematem jest prudnicka legenda o osadzie Rosenau, która miała znajdować się pod Zamkową Górą. W lipcu 2023 spłonął budynek łowiska nad kąpieliskiem.

## W kulturze masowej
Niemiecki pisarz Harry Thürk opisał kąpielisko w powieści Lato umarłych snów, wydanej w 1993: „Po drodze dotarli do leśnego kąpieliska w Pokrzywnej, oddalonego kilka kilometrów od Prudnika […] Jezioro powstało dzięki tamie, miało zawsze krystalicznie czystą wodę. Samo jezioro otoczone było lesistymi zboczami gór, to była po prostu «perła w dolinie», Jednocześnie było to najlepsze miejsce na wycieczki dla młodych ludzi z okolic […] Można tu było pływać, wiosłować, opalać się na plaży”.
W 1973 fotoreportaż telewizyjny Niedziela w Pokrzywnej w reżyserii Andrzeja Barszczyńskiego, przedstawiający ludzi spędzających czas wolny na kąpielisku w Pokrzywnej, zdobył nagrodę publiczności Złoty Kompas oraz Nagrodę Specjalną za „najciekawsze, oryginalne ujęcie tematu” na Festiwalu Filmów Krajoznawczych i Turystycznych w Warszawie.